# Сант-Антіоко
Сант-Антіоко (італ. Sant'Antioco, сард. Santu Antiogu) — муніципалітет в Італії, у регіоні Сардинія,  провінція Карбонія-Іглезіас.
Сант'Антьоко розташований на відстані близько 470 км на південний захід від Рима, 60 км на захід від Кальярі, 11 км на південний захід від Карбонії, 29 км на південь від Іглезіас.
Населення — 11 389 осіб (2014).
Щорічний фестиваль відбувається 7 квітня. Покровитель — Sant'Antioco.

## Демографія
Населення за роками:

Станом на 1 січня 2023 року в муніципалітеті офіційно проживало 149 іноземців з 40 країн, серед них 68 громадян країн Євросоюзу та 4 громадяни України.

## Сусідні муніципалітети
- Калазетта
- Сан-Джованні-Суерджу